# Renée Klang de Guzmán
Renée Klang Avelino (La Guaira, Vargas, 30 de noviembre de 1916 - Santiago de los Caballeros, 17 de septiembre de 2014) conocida como "La eterna primera dama", y viuda del expresidente Antonio Guzmán Fernández. Fue la primera mujer en ocupar oficialmente el cargo de primera dama y fundadora del Consejo Nacional de la Niñez. En los años posteriores a la Presidencia, se dedicó a la filantropía y el voluntariado en la ciudad de Santiago de los Caballeros.

## Biografía
Reneé Klang Avelino nació en La Guaira, Vargas, Venezuela el 30 de noviembre del 1916. Hija del diplomático francés Charles Klang y la brasileña Judith Avelino. Desde joven Renée vivió en Santiago de los Caballeros, donde realizó sus estudios secundarios. Posteriormente se mudó a Santo Domingo, donde comenzó sus estudios universitarios en Odontología en la Universidad Autónoma de Santo Domingo en República Dominicana.
En medio de su carrera conoció al ingeniero y político Silvestre Antonio Guzmán Fernández con el cual contrajo matrimonio el 28 de octubre de 1939. Luego de contraer nupcias abandonó sus estudios universitarios. Después del fin de la dictadura Trujillista se dedicó de lleno, junto a su esposo, a la política y el naciente partido de Juan Bosch el Partido Revolucionario Dominicano.
Con Antonio Guzmán Fernández procreó dos hijos, Iván (1944–1970) y Sonia Guzmán Klang (n. 1946), esta última fue Ministra de Industria y Comercio en el gobierno de Hipólito Mejía.
Luego del suicidio de su esposo regresó a Santiago de los Caballeros y se dedicó a la filantropía y el voluntariado en varias instituciones de ayuda y protección a la niñez.

## Fallecimiento
Falleció en la ciudad de Santiago de los Caballeros a la edad de 97 años por complicaciones de una trombosis en la pierna derecha.
| Predecesor: cargo creado | primera dama de la República Dominicana 1978–1982 | Sucesor: Rosa Gómez de Mejía |